# تانيا بيريزين
تانيا بيريزين (بالإنجليزية: Tanya Berezin)‏ هي مخرجة وممثلة أمريكية، ولدت في 25 مارس 1941 في فيلادلفيا في الولايات المتحدة.

## وصلات خارجية
- الموقع الرسمي
- تانيا بيريزين على موقع IMDb (الإنجليزية)
- تانيا بيريزين على موقع قاعدة بيانات برودواي على الإنترنت (الإنجليزية)
- تانيا بيريزين على موقع قاعدة بيانات الفيلم (الإنجليزية)